# Guidizzolo
Guidizzolo – miejscowość i gmina we Włoszech, w regionie Lombardia, w prowincji Mantua.
Według danych na rok 2004 gminę zamieszkiwało 5176 osób, 235,3 os./km².